# Илија Дрекаловић
Илија Дрекаловић (? – 1770. Скадар) је био кучки војвода и губернатор од свијех Брда. Истиче се у племену Кучи, од средине XVIII вијека, као главни организатор борбе против Османлија. Од стране скадарског везира, Мехмед-паше Бушатлије, домамљен је на превару у Скадар (под изговором да се споразумију око откупа талаца). Војвода је убијен у Скадру, као и његова два пратиоца. Одсјечена глава војводе Илије је послата султану, у Цариград, 1770. године.
У свом писму из Куча, 15. септембра 1755., пише владикама Сави и Василију: ...Исто како су учињели Црногорци и Приморци, и ми се кунемо на светом Јеванђељу да нећемо штеђети своје крви за крст часни и своје отечество...